# Morley Cohen
Morley Mitchell Cohen est un homme d'affaires québécois né à Winnipeg en 1917 et mort à Montréal le 24 septembre 2001,.

## Distinctions
- 1995 -  Chevalier de l'Ordre national du Québec[3]
- 2000 -  Membre de l'Ordre du Canada[4]